# Michael Murphey
Michael Murphey es el tercer álbum de estudio del cantautor estadounidense del mismo nombre. Fue publicado el 26 de marzo de 1974 a través de Epic Records.

## Recepción de la crítica
Un escritor no especificado de la revista Cash Box describió Michael Murphey como “un LP provocativo, que combina fuerza y gentileza”. Un escritor no especificado de la revista Billboard escribió: “Murphey traslada su estilo exuberante a Epic y, con el apoyo continuo del productor Bob Johnston, presenta otra excelente combinación de estilos country, rock y góspel. El toque de Johnston y la enérgica voz de Murphey infunden un impulso adicional al equipo de apoyo de estrellas de Nashville, pero el verdadero triunfo es la escritura”. Un escritor no especificado de la revista Record World describió las canciones del álbum como “selecciones súper suaves que sacian el espíritu y ayudan a relajar la mente”.

## Lista de canciones
Todas las canciones escritas y compuestas por Michael Murphey, excepto donde esta anotado. 
| Lado uno |                                                          |          |  |
| N.º      | Título                                                   | Duración |  |
| 1.       | «Nobody's Gonna Tell Me How to Play My Music»            | 4:19     |  |
| 2.       | «Healing Springs»                                        | 5:24     |  |
| 3.       | «Rye by-the-Sea»                                         | 3:10     |  |
| 4.       | «You Can Only Say So Much» (Murphey, Owens B. Castleman) | 3:24     |  |
| 5.       | «Observer»                                               | 5:06     |  |

| Lado dos |                                              |          |  |
| N.º      | Título                                       | Duración |  |
| 1.       | «Holy Roller»                                | 3:59     |  |
| 2.       | «Good Ol' Natural Habits» (Craig Hillis)     | 3:17     |  |
| 3.       | «Fort Worth I Love You» (Murphey, Castleman) | 1:47     |  |
| 4.       | «Ace in the Hole» (Murphey, Hillis)          | 3:02     |  |
| 5.       | «Southwestern Pilgrimage»                    | 3:43     |  |

## Créditos y personal
Créditos adaptados desde las notas de álbum de Michael Murphey.
Músicos
- Michael Murphey – guitarra acústica, piano, órgano, concertina, armónica
- Craig Hillis – guitarra líder, slide guitar
- Kenneth Buttrey – batería
- John Hill – batería
- Tommy Cogbill – bajo eléctrico
- Bill Farmer – piano
- Herb Steiner – steel guitar, mandolina, dobro
- Buddy Spicher – violín tradicional
- Bob Holmes – órgano
- Clydie King – coros
- Merry Clayton – coros
- Pattie Henderson – coros
- Pat Powdrill – coros
- Andy Johnston – coros
- Clase de quinto grado de la escuela Oak Hill – coros
- Mrs. Robinson – conductora

Personal técnico
- Bob Johnston – productor
- Ben Tallent – ingeniero de audio
- David Malloy – ingeniero asistente
- Kirk Butler – operador de cinta
- Teresa Alfieri – diseño de portada
- John Berg – diseño de portada
- Gary Bishop – fotografía de portada
- Dick Bell – fotografía de contraportada
- Ron McCowan – fotografía de contraportada
- Greg Jones – fotografía de contraportada